# Сунан Саида ибн Мансура
Су́нан Саи́да ибн Мансу́ра (араб. سنن سعيد بن منصور‎) — сборник хадисов, мусульманских преданий о жизни и деятельности пророка Мухаммеда, составителем которой является авторитетный суннитский хадисовед Саид ибн Мансур.

## Автор
Абу Усман Саид ибн Мансур аль-Хорасани родился в Джаузджане (совр. Афганистан), начал обучение исламским наукам в Балхе. Много путешествовал по мусульманскому миру, затем осел в Мекке, где и умер в 842 году.

## Описание книги
Сунан Саида ибн Мансура считается одним из важнейших и старейших источников хадисов и преданий о сподвижниках Мухаммеда. О степени доверительного отношения к Саиду ибн Мансуру как к источнику преданий свидетельствует тот факт, что от него передавали хадисы имамы Ахмад ибн Ханбаль, Муслим ибн аль-Хаджжадж, Абу Дауд и другие.
Сунан Саида ибн Мансура отличается от других сборников тем, что в нём помимо хадисов собраны случаи из жизни сподвижников пророка Мухаммеда во времена халифа Умара ибн аль-Хаттаба.
Сборник Саида ибн Мансура содержит 2791 хадис, разделённый по тематическим главам (абваб).